# Joan Abelló

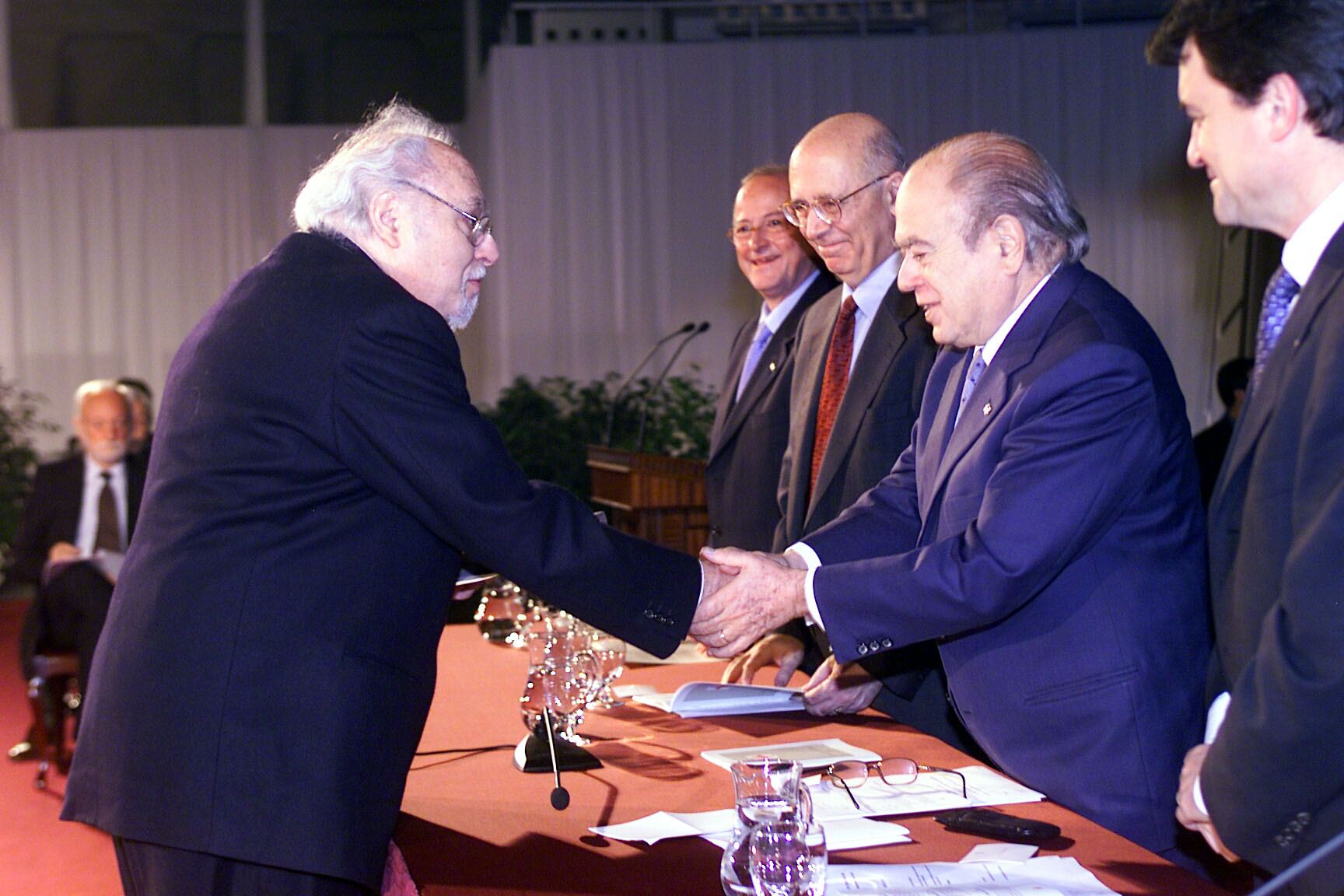
Jordi Pujol hace entrega de la Creu de Sant Jordi a Joan Abelló i Prat.

Joan Abelló i Prat (Mollet del Vallés (Barcelona), 26 de diciembre de 1922-Barcelona, 25 de diciembre de 2008) fue un pintor español.

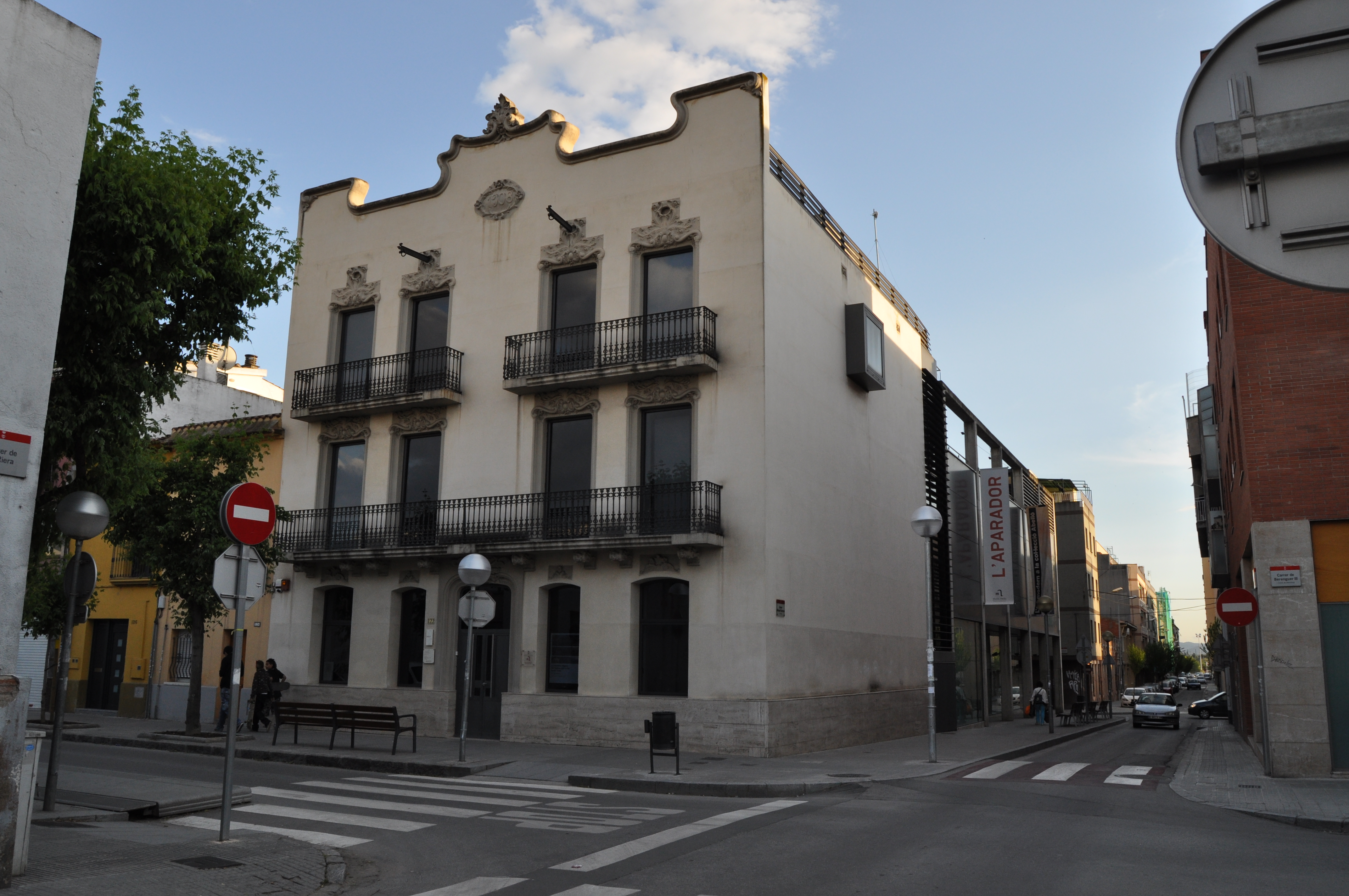
Museu Abelló - Mollet del Vallès.

Desde joven se inicia en el mundo de la pintura. En su período formativo se inicia con Pere Pruna y Carles Pellicer, y la influencia a través de las obras que Joaquim Mir había realizado en Mollet del Vallés.
Como muchos artistas del siglo XX, Abelló pasa por Londres, Bélgica, Isla de Man, París... En los años 60 vuelve a Mollet, donde se interesa de nuevo por los paisajes del Vallés y del Mediterráneo, pero no abandona los grandes viajes por Europa, África, Costa de Marfil, Marruecos o Brasil. En paralelo, Abelló desarrolla la pasión por el coleccionismo.

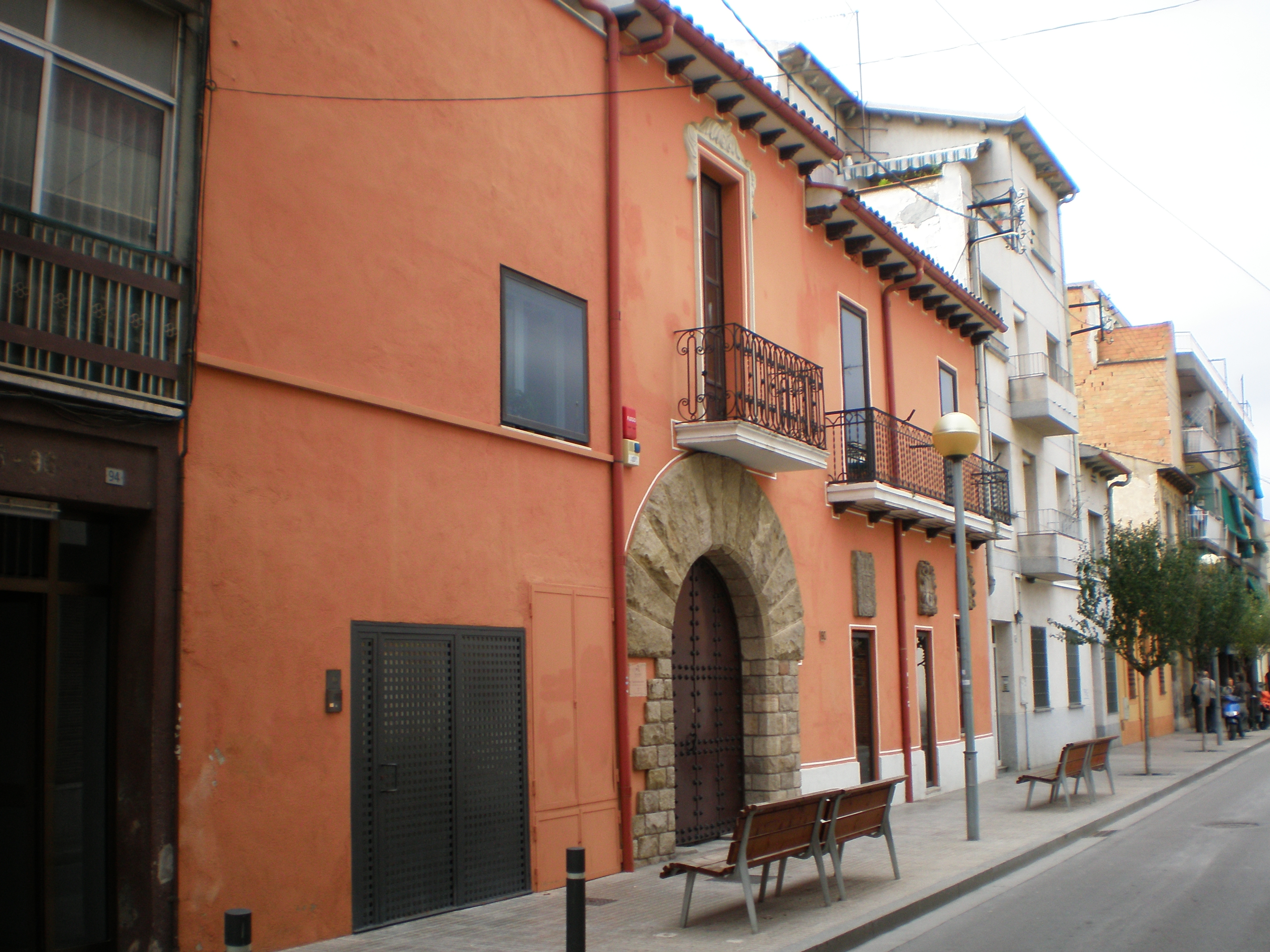
Casa-Museo de Joan Abelló.

En 1996 dona al Ayuntamiento de Mollet su fondo de arte y se crea la Fundación Municipal Juan Abelló, que inaugura el Museo Abelló en marzo de 1999, emplazado en un edificio modernista de 1908 y convertido en un espacio moderno y funcional. Anexo al museo se encuentra una casa antigua en la calle Lluís Duran, donde Abelló nació, unida a otras casas vecinas que el pintor había ido comprando para dar cabida a las obras de arte y los objetos que adquiría y que se fueron convirtiendo en la Casa Museo del pintor. Desde el año 2002 su casa natal acoge un taller de restauración y un centro de documentación. El mismo año recibió el Premio Cruz de San Jorge. Fue académico correspondiente de la Real Academia Catalana de Bellas Artes de San Jorge por Mollet del Vallés y presidente del Real Círculo Artístico de Barcelona.